# Juan de Silva
Juan de Silva (fallecido el 19 de abril de 1616 en Malaca) fue un comandante militar español y gobernador de Filipinas, desde el 21 de abril de 1609 hasta su muerte.
De Silva nació en Trujillo (España), España y fue oficial de los tercios de Flandes y caballero de la Orden de Santiago. Llegó a las Filipinas como gobernador y capitán general en 1609, trayendo consigo cinco compañías de infantería, las cuales tenían como principal misión encargarse de la defensa del archipiélago. Desarrolló una reputación por su determinación y bravura en su lucha contra los holandeses en el Lejano Oriente.

## Derrota de Holanda en Manila

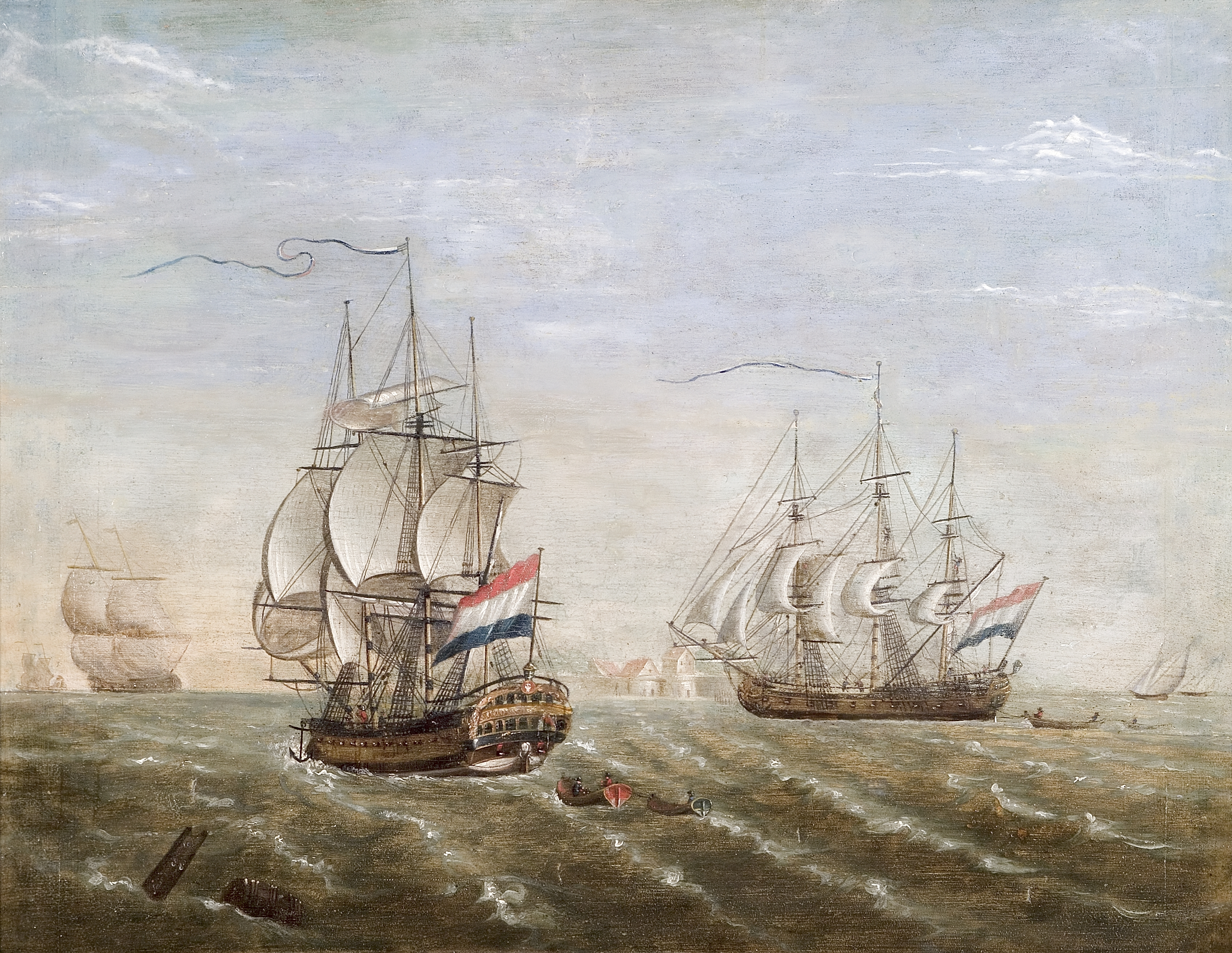
Barcos de la Compañía Neerlandesa de las Indias Orientales.

El 22 de diciembre de 1607 una flota holandesa de la Compañía de las Indias Orientales navegó desde Texel, en las Islas Frisias con la intención de atacar la flota portuguesa y las fortalezas de Oriente. La flota estaba formada por 13 buques, 225 piezas de artillería y más de 2800 hombres. Estaba bajo el mandato del Almirante Pierre Willemsz, con François de Wittert como vicealmirante. La flota luchó con los portugueses en Mozambique, Sumatra y Johor antes de construir una fortaleza en Nera, islas Banda (Indonesia actual). Aquí, el 22 de mayo de 1609 el almirante y algunos de sus oficiales fueron asesinados por un ataque de los nativos y Wittert asumió el mando.
Después de eso, Wittert navegó a Manila para atacar a los españoles allí. (España y Portugal estaban gobernados por el mismo monarca, Felipe III de España (Felipe II de Portugal), y eran aliados.) Wittert sitió Manila durante cinco meses, comenzando en 1609. Sin embargo, el 24 de abril o 25 de abril de 1610, mientras supervisaba la descarga de juncos, Wittert fue sorprendido por, al menos, 12 naves españolas. Su buque insignia, el Ámsterdam, fue capturado después de una larga lucha, y el almirante fue asesinado. Al parecer, dos navíos escaparon, pero los españoles mataron al menos a 85 holandeses y tomaron 120 prisioneros o más.
También, durante la primera parte del gobierno de Silva, el cuarto arzobispo de Manila, Diego Vázquez de Mercado, llegó allí (el 4 de junio de 1610).

## Expediciones a las islas Molucas
De Silva envió, sin éxito, una expedición contra los holandeses a Molucas en 1611, aunque la expedición tomó Sabougo en Gilolo y estableció una fortaleza allí. De Silva trató de asegurarse la ayuda de los portugueses para expulsar a los holandeses del área de una vez por todas. Para tal fin, en 1612 envió al exgobernador de Ternate, Cristóbal de Azcueta a la India portuguesa para hacer planes con el virrey para un asalto conjunto. Sin embargo, Azcueta y la expedición entera se perdieron en un naufragio entre Manila y Macao.
De Silva lo intentó de nuevo, esta vez enviando a dos emisarios jesuitas a Goa. Llegaron en 1615 y alcanzaron un acuerdo con el virrey portugués que contribuiría con cuatro grandes galeones, para enviarlos a Malaca. Esta información llegó a Manila, donde una gran flota española estaba preparada, en julio de 1615. Con el fin de obtener la artillería para esta expedición, De Silva debilitó las defensas de Manila, con riesgos graves en caso de un ataque contra la ciudad por parte de Holanda.
No había noticias de la llegada de los galeones portugueses, pero en contra de los consejos de muchos de sus subordinados, el gobernador De Silva navegó a Malaca el 9 de febrero de 1616. Comandaba diez galeones, cuatro galeras y varios buques más pequeños. El buque insignia, San Marcos desplazaba 1700 toneladas. La flota llevó a 5.000 hombres, tanto soldados como marineros, incluyendo a casi 2.000 españoles y una unidad de 500 mercenarios japoneses. También llevó 300 piezas de artillería y 6 jesuitas. Fue la armada europea más grande que se había visto en la región.
La flota navegó hacia el Estrecho de Malaca, con la intención de unirse con la esperada armada portuguesa y así atacar a la factoría holandesa en Java y después a las bases holandesas en las islas de las Molucas. Sin embargo, la flota portuguesa ya había sido atacada por los holandeses cerca de Malaca y completamente destruida. Para evitar su captura, los portugueses quemaron sus galeones más grandes.
La flota española entró en el Estrecho de Singapur el 25 de febrero de 1616. Desde allí, el gobernador De Silva envió a Juan Gutiérrez Paramo con una parte de la flota para reforzar Ternate (en las Molucas).
Pero el gobernador estaba enfermo. Pidió en varias ocasiones ser relevado por razones de enfermedad. Ahora, su salud se había deteriorado aún más, y el 19 de abril de 1616, murió en Malaca. La compañía española tuvo que ser abandonada, sin lograr nada contra Holanda.
La armada volvió a Manila el 1 de junio de 1616, sin gente. Aunque no encararon ningún combate, muchos hombres murieron por fiebres y otras enfermedades que contrajo la flota en Malaca y en el Estrecho de Singapur. Los críticos del gobernador, sus contemporáneos y posteriores historiadores, coincidieron en que tuvo que navegar directamente a las Molucas en vez de ir a Malaca, habría podido desalojar a los holandeses del archipiélago.

## Después de su muerte
La Audiencia de Manila tomó el cargo de los asuntos políticos en ausencia de Juan de Silva. Jerónimo de Silva, un tío del gobernador, fue hecho gobernador interino por decreto real en marzo de 1616. La Audiencia gobernó hasta junio o julio de 1618, cuando el nuevo gobernador Alonso Fajardo de Tenza llegó y tomó posesión del cargo.